# بيت بيلتون

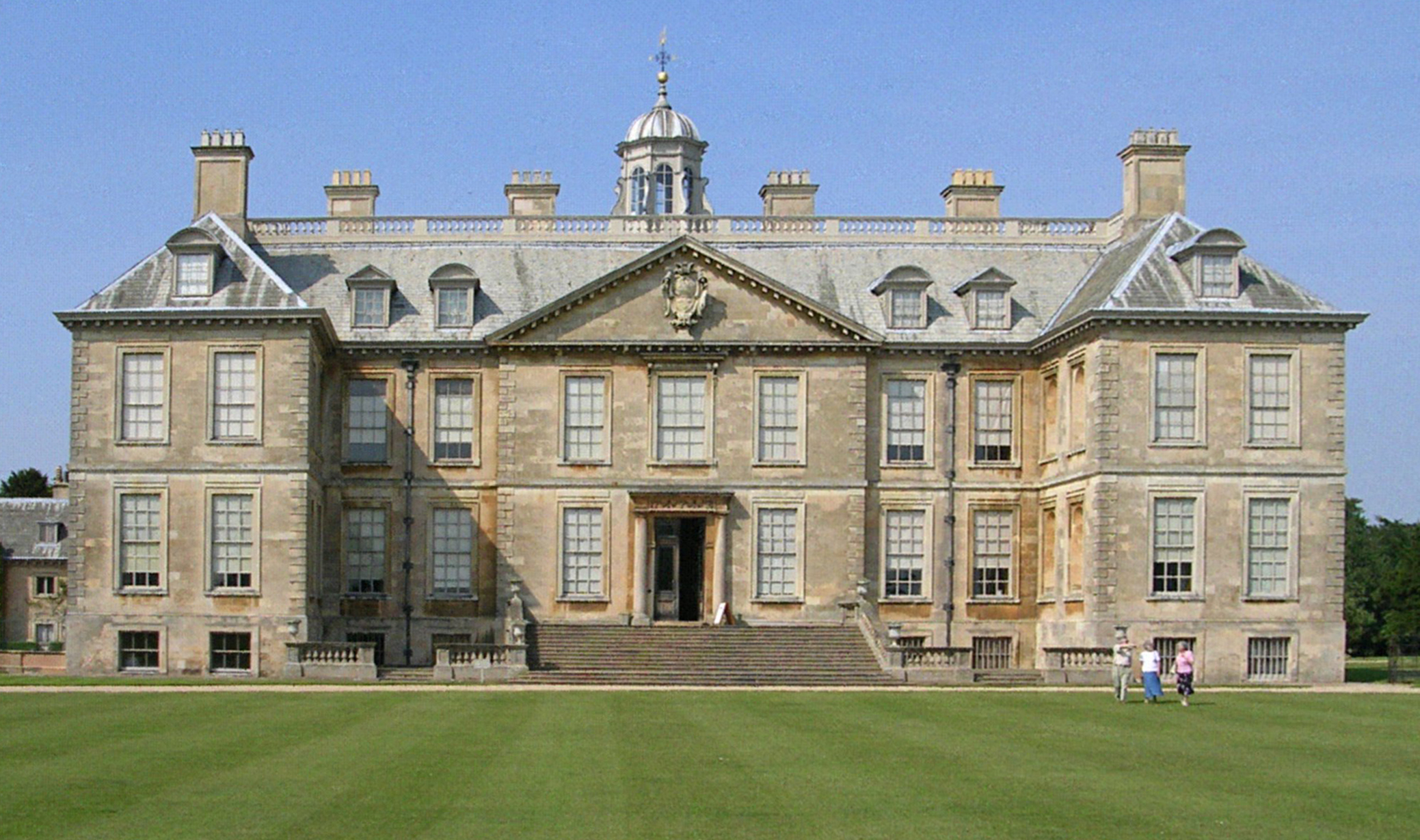
بيت بيلتون، لينكولنشير

بيت بيلتون (بالإنجليزية: Belton House)‏ هو بيت ريفي مصنف في التصنيف الأول لتصنيف حالات الأبنية في إنجلترا وويلز. يقع البيت في منطقة بيلتون بالقرب من غرانثام في مقاطعة لنكولنشير في إنجلترا. بُني البيت بين عامي 1685 و1688 م بواسطة السير جون برونلو.  القصر محاط بعدة حدائق مزينة على الطراز الرسمي وتحتوي على عدة مماشي تؤدي إلى قطع منحوتة باهظة الثمن ضمن منتزه مشجر أكبر.
وهو بناء مُدرج بالدرجة الأولى.

## الوصف
وصف بيت بيلتون بأنه تجميع لأجود أساليب هندسة كارولين المعمارية التي تعتبر حقاً الإسلوب العامي الوحيد للهندسة المعمارية في إنجلترا منذ زمن عائلة تودور. وصف البيت أيضاً بالمثال الأكثر كمالا للبيت الريفي الإنكليزي حتى أنه كان هناك إدعاء أن بيت بيلتون كان هو الإلهام لإشارات الطريق السريعة الحديثة لإنكلترا التي تشير إلى المناطق والبيوت الفاخرة. فقط قصر بريمبتون ديفيرجي (Brympton d'Evercy) مدح بنفس الطريقة كأفضل بيت ريفي إنكليزي.

## التاريخ
لمدة ثلاثمائة سنة كان البيت مسكن لعائلة براون لو وكاست التي كانت أول العوائل التي امتلكت أرضا في هذه المنطقة أوائل القرن السادس عشر. وبين عامي 1685 و1688 كان السيد الشاب جون براون لو وزوجته قد قامو ببناء بيت بيلتون القائم حاليا. على الرغم من ثروتهم الكبيرة اختاروا بناء بيت ريفي بسيط بدلا من قصر باروكي كبير معاصر، ولقليل من العصرية وإن كانت بسيطة كان أسلوب كارولين المعماري هو المختار كأسلوب التصميم للقصر. على كل حال البيت الجديد جُهِز بآخر الابتكارات كالشبابيك المتحركة للغرف الرئيسية ولكن الميزة الأكثر أهمية هي وجود مناطق منفصلة تماما للموظفين.
في الحرب العالمية الأولى كانت قوات هيئة الرشاشة تتخذ من المنتزه وحدائق القصر مقرا لها وفي ذلك الوقت كانت عائلة براون لو مثل الكثير من نظيراتها تمر بأزمة مالية كبيرة. وفي عام 1984 تنازلو عن البيت كاملا مع أغلب محتوياته. ومنذ ذلك الوقت استلمت هيئة الائتمان القومي القصر وفتحته للجمهور من كل مكان وهو في حالة جيدة بعد قليل من التصليحات ويقوم بزيارته عدة آلاف من السياح كل عام.

## وصلات خارجية
- معلومات عن بيت بيلتون من موقع ناشيونال تراست